# 손경식
손경식(孫京植, 1939년 9월 15일~)은 대한민국의 기업인으로 CJ그룹 및 한국경영자총협회 회장이다.

## 학력
- ~1950년 서울청운국민학교
- 1950년~1951년 밀성국민학교
- ~1954년 경기중학교
- ~1957년 경기고등학교
- 고등학교 졸업학력 검정고시(합격)
- ~1961년 서울대학교 법학과 학사
- ~1968년 오클라호마주립대학교 대학원 경영학 석사

### 명예 박사 학위
- 우송대학교 명예 경영학 박사
- 세종대학교 명예 경영학 박사

## 생애
손 회장은 1939년 서울에서 출생. 아버지는 정치인이자 경제인인 손영기 경기도지사이다. 경기고등학교, 서울대학교 법과대학 졸업 후 첫 사회생활을 1961년 한일은행에서 시작했으며, 미국 유학길에 올라 켄터키 웨슬리안 대학에서 수학하고 오클라호마 주립대학교에서 경영학 석사(MBA) 과정을 마쳤다.
1968년 유학을 마치고 귀국해 삼성전자 설립에 기여하였다. 1974년 삼성화재 CEO로 취임하였다. 이후 1982년 이래 삼성화재가 국내 손해보험사 1위에 등극하게 되었다.
1993년 제일제당의 대표이사 회장으로 취임하여 CJ그룹 설립에 초석을 다졌다. 

### 이력
1993년 이후 손 회장이 CJ그룹 회장으로 재임하는 동안 CJ그룹은 식품소재회사에서 엔터테인먼트, 물류, 뷰티 등으로 사업을 다각화하며 글로벌 라이프스타일 기업으로 성장했다. 또한 풍부한 경영 경험과 인적 네트워크를 살려 CJ그룹의 대외 활동에도 적극적인 역할을 하고 있다.
2005년부터 8년간 대한상공회의소 회장을 지냈고, 2018년엔 한국경영자총협회 회장 자리에 올랐다. 경총은 정부의 경제정책에 대해 기업측의 시각에서 목소리를 내면서 영향력을 확대했다는 평을 받고 있고, 현재 재계에서 가장 나이가 많은 원로이다.
그는 우송대학교와 세종대학교로부터 각기 명예경영학박사 학위를 받았으며, 한미우호협회의 이사장으로서 한미우호에 기여하고 있다.
손 회장은 한국정부로부터 산업인으로서 최고훈장인 금탑산업훈장과 한국 최고의훈장인 국민훈장 무궁화장을 받았다. 또한 다양한 국가와 돈독한 관계를 유지하며 민간 외교관으로서 역할도 인정받고 있다. 실제로 여러 주요국에서 그 공로를 인정받아 우즈베키스탄 도스트릭 훈장(2011), 일본 욱일대수장(2017), 코리아소사이어티 밴플리트상(2018) 등을 수상했다.

## 가족 관계
- 아버지: 손영기(?~1976) 경기도 도지사
  - 누나: 손복남 (1932~2022)
  - 매형: 이맹희(1932~2014) 삼성그룹 2대 회장, CJ그룹 명예회장
    - 외조카: 이미경(1958~) CJ그룹 부회장
    - 외조카: 이재현(1960~) CJ그룹 회장
    - 외조카: 이재환(1962~)
- 장인: 김봉환(1921~2020)  제6-9대 국회의원
  - 배우자: 김교숙(1946~) - 김봉환의 딸
    - 딸: 손희영(1971~): 동덕여자대학교 시각&실내디자인학과 교수
      - 사위: 이재환(1972~) - 이동훈의 아들 김승연 김호연의 외조카

    - 아들: 손주홍(1978~) - (주)제이에이치투자 대표이사
      - 자부: 성가은(1981~) - 성기학의 딸

## 경력
- 1961년: 한일은행
- 1968년: 삼성전자공업
- 1973년: 삼성화재해상보험 이사
- 1974년~1977년: 삼성화재 대표이사 전무
- 1977년~1991년: 삼성화재 대표이사 사장
- 1991년~1993년 6월: 삼성화재 대표이사 부회장
- 1993년 7월~1994년 12월: CJ 대표이사 부회장
- 1994년 ~: CJ 대표이사 회장
- CJ 이사회 의장
- CJ 보상위원회 위원장
- 1995년 1월~: CJ그룹 대표이사 회장
- 2003년~2005년 11월: 대한상공회의소 부회장
- 2005년 11월~2013년 7월 대한상공회의소 회장
- 2005년: 한중민간경제협의회 회장
- 2005년: 소비자정책심의위원회 위원
- 2005년: 지속가능경영원 이사장
- 2005년~2013년 7월: 세제발전심의위원회 위원장
- 2006년: 환경보전협회 회장
- 2006년: 농촌사랑범국민운동본부 공동대표
- 2006년: 한국경영교육인증원 이사장
- 2006년: 통일고문회의 고문
- 2006년: 코리아외국인학교재단 이사장
- 2006년: FTA민간대책위원회 공동위원장
- 2006년: 자유무역협정국내대책위원회 위원
- 2007년: 경제사회발전노사정위원회 위원
- 2007년: 지식서비스산업협의회 회장
- 2007년 3월~2011년 3월: 민족화해협력범국민협의회 후원회장
- 2007년 6월: FTA국내대책위원회 민간위원
- 2007년 7월: 대한민국항공회 명예총재
- 2007년 9월~: CJ제일제당 대표이사
- CJ제일제당 이사회 의장
- CJ제일제당 보상위원회 위원장
- 2007년: 서울대발전기금 발전위원회 공동위원장
- 2008년: 산학협력 엑스포 조직위원회 공동위원장
- 2008년: 국가경쟁력강화위원회 위원
- 2010년~: 한미우호협회 이사장
- 2010년 9월: 서울 G20 정상회의 준비위원회 민간위원
- 2011년 3월: 제8회 국제장애인기능올림픽대회 공동위원장
- 2011년 8월~2013년 2월: 국가경쟁력강화위원회 위원장
- 2011년 8월: 대통령 특별보좌관
- 기후변화센터 공동대표
- 2011년~2018년: 2018 평창동계올림픽대회 조직위원회 고문
- 2018년 3월~: 제7대 한국경영자총협회 회장
- 2018년 3월~: 한일경제협회 고문
- 노사발전재단 공동이사장
- 한일산업기술협력재단 이사(비상임)
- 2018년 3월~2022년 5월: 대통령직속 일자리위원회 위촉직위원(사용자대표)
- 2018년 9월: 부산세계화상회장단포럼조직위원회 한국 명예조직위원장
- 서울대학교 총동창회 고문
- 2020년 8월~2022년 5월: 사회보장위원회 민간위원
- 2030부산세계박람회 유치위원회 위원
- 세제발전심의위원회 위원장
- 2022년 7월: 충청북도 특별명예고문
- 2023년 10월: 한일축제한마당 실행위원장
- 저출생 극복 추진본부 공동대표

## 서훈 내역
- 1989년: 보험문화상
- 1996년: 석탑산업훈장
- 1997년: 미국 오클라호마주립대 우수동문대상
- 2002년: 서울대동창회 관악대상
- 2002년: 금탑산업훈장
- 2007년: 자랑스런 한국인 대상 경제발전부문상
- 2009년: 자랑스러운 서울대인
- 2011년: 우즈베키스탄 도스트릭훈장
- 2013년: 국민훈장 무궁화장
- 2017년: 일본정부 욱일대수장
- 2018년: 밴 플리트상